# Crocus scardicus
Crocus scardicus är en irisväxtart som beskrevs av Kosanin. Crocus scardicus ingår i släktet krokusar, och familjen irisväxter. Inga underarter finns listade i Catalogue of Life.